# Michael Siegfried
Michael Siegfried (* 18. Februar 1988) ist ein Schweizer ehemaliger Fussballspieler.

## Karriere
Michael Siegfried entstammt der vereinseigenen Talentschmiede des FC Thun. 2001 wechselte er im Alter von 13 Jahren vom FC Lerchenfeld nach Thun in die U14. Sein Debüt für die 1. Mannschaft hatte er am 17. Juli 2010, als er beim Heimspiel gegen den Kantonsrivalen BSC Young Boys in der 81. Minute eingewechselt wurde. Zuvor war er allerdings mehrere Male knapp an seinem Debüt vorbeigeschrammt. Siegfried war seit der Abstiegssaison 2007/08 Teil der ersten Mannschaft des FC Thun.
2007/08 spielte Siegfried noch für die Thuner U21 (damals in der 2. Liga interregional) und wäre vermutlich schon in der darauffolgenden Spielzeit in der 1. Mannschaft (damals in der Challenge League) eingesetzt worden, hätte er sich nicht während der Vorbereitung schwer verletzt. (Kreuzbandriss) Er fiel für die gesamte Vorrunde 2008/09 aus und kam in der Folge erneut nur für die U21 zum Einsatz.
In der Saison 2009/10 wurde der Verteidiger an den FC Breitenrain in die 1. Liga ausgeliehen, wo er 27 Partien bestritt und zwei Tore erzielte. 2010 schaffte die Thuner U21 den Aufstieg in die 1. Liga und die 1. Mannschaft den Aufstieg in die Axpo Super League. Siegfried steht seit seiner Rückkehr von Breitenrain für beide Teams im Einsatz. Unter der Führung von Rüdiger Böhm ist Siegfried mit der U21 weiter im Aufwind. Die Mannschaft ist zum Zeitpunkt des Rückrundenstarts im März 2011 das erfolgreichste aller zehn U21-Teams in der 1. Liga. Durch seine dortigen Leistungen empfiehlt sich der junge Abwehrspieler kontinuierlich für die 1. Mannschaft, für die er am 20. Februar 2011 ein weiteres Mal gegen die BSC Young Boys antrat.
Am 22. März 2011 wurde bekannt, dass Siegfried seinen auslaufenden Vertrag beim FC Thun bis Juni 2012 verlängert hat – mit der Option auf ein weiteres Jahr. Allerdings verletzte sich Siegfried im Herbst des Jahres 2011 erneut schwer (Kreuzbandriss im Training) und fiel bis zum Saisonstart 2012/13 aus, ehe er erneut ausgeliehen wurde. Diesmal für eine Saison an den FC Biel/Bienne. Das Leihgeschäft mit dem Challenge-Ligisten wurde allerdings im Frühjahr 2013 aufgelöst und Siegfried kehrte zu Thun zurück. Unter dem zwischenzeitlich neuen Trainer Urs Fischer kam er in der Folge regelmässig zu Einsätzen. Bis zum Sommer 2015 wurde Siegfried dann vom Verletzungspech verschont, allerdings schlug das Schicksal im ersten Spiel der Saison 2015 wieder zu. In Israel bei Hapoel-Ber Sheeva verletzte sich Siegfried nach 10 Minuten nach einem rüden Tackling in die Beine (Sprunggelenk disloziert sowie Wadenbein gebrochen). Im Februar 2016 meldete sich Siegfried erneut gegen YB wieder fit und kam in der Rückrunde unter Saibene noch regelmässig zu Einsätzen.
2020 beendete er seine aktive Karriere.